# Kaikoura Peninsula
Die Kaikoura Peninsula ist eine Halbinsel im Nordosten  der Südinsel Neuseelands. Sie erstreckt sich 5 km weit in den Pazifischen Ozean. Der Ort Kaikoura liegt an der Nordküste der Halbinsel.
Sie wurden über den größten Teil der letzten 1000 Jahre von Māori bewohnt. Diese verwendeten sie als Basis für die Jagd auf den Moas und zum Sammeln von Krebsen an der Küste. Nach einer Legende hat von dieser Halbinsel der legendäre Held Māui einen riesigen Fisch an Land gezogen, der zur Nordinsel wurde.
Während des 19. Jahrhunderts errichteten die Europäer in der Region Walfangstationen. Heute lässt man die Wale, die die Küste vor der Halbinsel besuchen, leben und nutzt sie zum Whale Watching. Die Wale besuchen das Gebiet, da Tintenfische und andere Tiefseelebewesen durch eine Kombination aus Strömungen und steil abfallendem Meeresgrund aus den Tiefen des Hikurangi-Grabens heraufgebracht werden.